# Oxyrhachis acuminata
Oxyrhachis acuminata är en insektsart som beskrevs av Capener 1962. Oxyrhachis acuminata ingår i släktet Oxyrhachis och familjen hornstritar. Inga underarter finns listade i Catalogue of Life.